# Asatsu-DK
ADK Holdings Inc. (razão social: ADK) é uma agência de publicidade japonesa. Sediada no complexo de edifícios Toranomon Hills em Minato, Tóquio desde junho de 2014 (anteriormente em Tsukiji, Chuo, Tóquio), a empresa é a terceira maior agência de publicidade do Japão depois de Dentsu e Hakuhodo. A agência possui 80 escritórios em mais de 20 países. Uma delas, a Asatsu-DK Europe, foi fundada em 1993 em Amsterdã, Holanda. A Bain Capital é proprietária da empresa desde 2018.

## História
A Asatsu Inc. foi fundada em 1956 por Masao Inagaki. Em agosto de 1998, entrou em um acordo comercial com o Grupo WPP. Logo se fundiu com a agência de publicidade Dai-ichi Kikaku Co., Ltd. (criada em 1951) para formar o Asatsu-DK (o DK significa Dai-ichi Kikaku) em 1º de janeiro de 1999. Masao Inagaki morreu em 16 de abril de 2015. Em outubro de 2017, foi relatado que a empresa de private equity Bain Capital estava procurando comprar a Asatsu-DK por 152 bilhões de ienes (1,35 bilhão de dólares).

Em 1 de janeiro de 2019, foi relatado que a Asatsu-DK adquiriu completamente a d-rights. Anteriormente, havia compartilhado essa empresa com a Mitsubishi Corporation.

Logo anterior da Asatsu-DK (2002-2014)

## Subsidiárias e interesses
Possui uma variedade de interesses, incluindo empresas de produção NAS e d-rights; estúdio de animação Eiken; estúdio de animação Gonzo; Publicação de Nihon Bungeisha; processador de filme e impressão Taiyo Seihan; estúdio de produção Sun Artist Studio, Supervision Inc.; casa de produção comercial de televisão Prime Pictures; e empresa de serviços criativos Tokyo Ad Party.
A Asatsu-DK também está envolvida na produção e prestação de serviços para numerosas séries de anime, através de si mesma e de suas subsidiárias, incluindo as recentes parcelas da série Gundam da Sunrise, como a mais recente série Mobile Suit Gundam 00, Turn A Gundam, Mobile Suit Gundam Seed e Mobile Suit Gundam Seed Destiny, assim como vários outros animes.